# Fischach (Salzach)

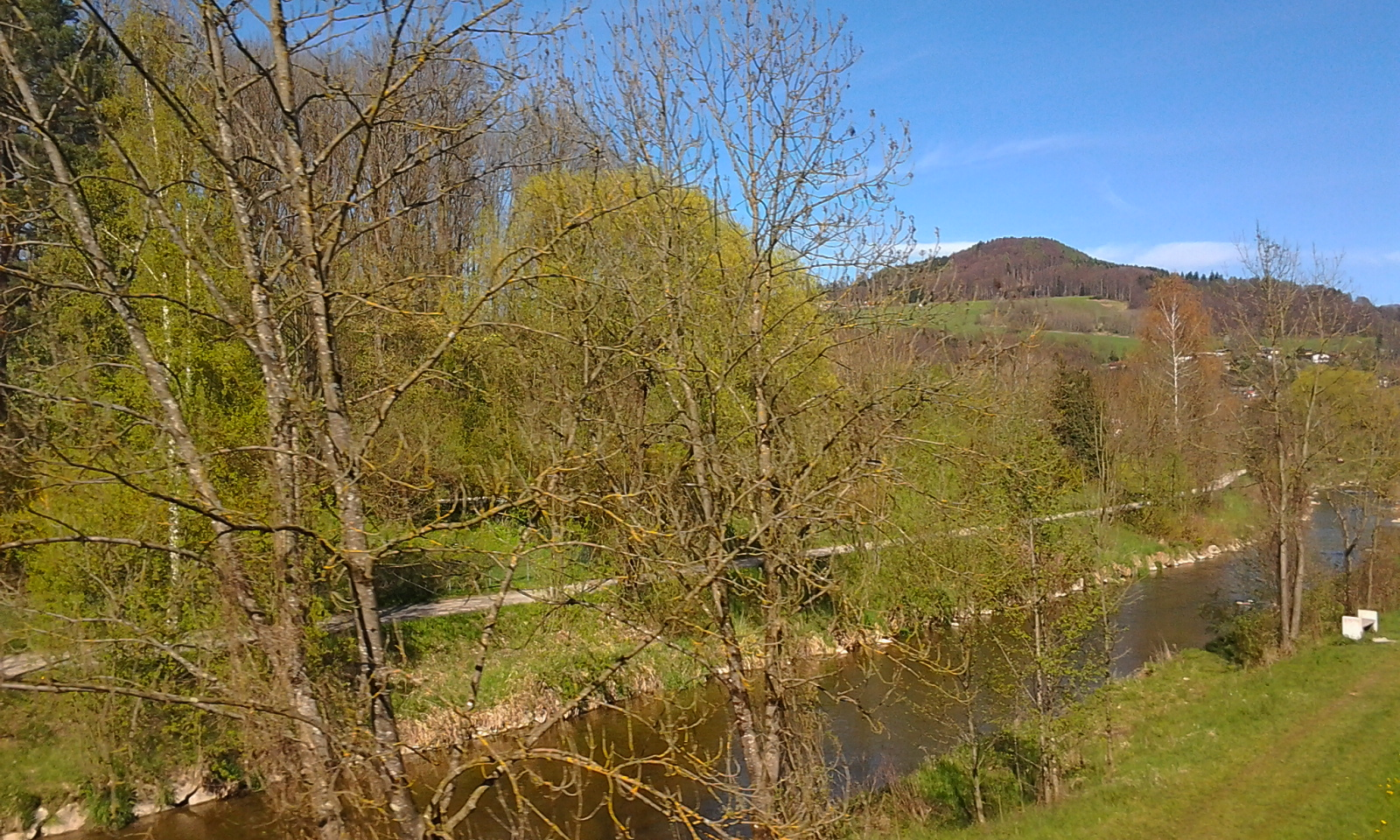
Die Fischach im Bergheimer Ortsteil Muntigl nahe der Mündung in die Salzach

Die Fischach ist ein 15 km langer, rechter Nebenfluss der Salzach im Norden des österreichischen Bundeslandes Salzburg.

## Geographie

### Verlauf
Ihren Ursprung nimmt die Fischach am Westende des Wallersees im Stadtgebiet von Seekirchen am Wallersee, wo sie als einziger Abfluss des Sees bei der Ortschaft Fischtaging ihren Ausgangspunkt hat. Die Fischach durchfließt den Flachgau in südwestlicher, im letzten Abschnitt in westlicher Richtung. Sie bildet in ihrem Lauf auch die Gemeindegrenzen zwischen Seekirchen am Wallersee und Eugendorf sowie danach zwischen Hallwang und Elixhausen. In der Folge durchfließt die Fischach die Ortschaften Lengfelden und Fischach (Gemeinde Bergheim), bildet anschließend über wenige hundert Meter die Grenze zwischen Bergheim und der Stadt Salzburg, ehe sie wieder allein auf Bergheimer Gebiet südwestlich der Ortschaft Muntigl in die Salzach mündet.
Im Tal der Fischach verläuft streckenweise die Westbahn.

### Zuflüsse
Liste einer Auswahl von Zuflüssen vom Ausfluss aus dem Wallersee bis zur Mündung. Längen und Einzugsgebiete nach dem Bundesland-Server.
- (Entlastungskanal), nach und von links bei Seekirchen-Weinberg, ca. 0,3 km
- Markterbach, von rechts und Norden in Seekirchen
- Eugenbach, von links und Südwesten, ca. 9,2 km bei Seekirchen-Mühlberg. Entspringt bei Eugendorf-Schwöllern. Entwässert eine alte Moos- und Torfstichregion.
- Prossingerbach, von rechts und Nordwesten in Hallwang-Tiefenbach, ca. 3,2 km
- Leichartinger Bach, von rechts und Nordosten bei Elixhausen-Leicharting, ca. 2,2 km
- Ehrenbach, von rechts und Norden bei Bergheim-Langfelden, ca. 4,9 km
- → (Abgang des Furtmühlbachs), nach rechts bei Bergheim-Fischach
- Plainbach, von links und Ostsüdosten bei Bergheim-Fischach, ca. 3,8 km²
- ← (Rücklauf des Furtmühlbachs), von rechts bei Bergheim-Muntigl, ca. 2,2 km²

## Geschichte
Noch weit in das 20. Jahrhundert hinein hatte die Fischach im Mündungsgebiet zahlreiche Arme, wo sie häufig bei Hochwasser landwirtschaftlich genutztes Land überschwemmte. 1923 wurde die Wassergenossenschaft Fischach gegründet, die Maßnahmen zur Eindämmung solcher Schäden zur Aufgabe hatte. Es wurde anfangs eine Reihe von punktuellen Ausbesserungsarbeiten durchgeführt, die aber zur Verwilderung des Unterlaufes und zu Ufereinbrüchen führten. Ausgelöst durch ein verheerendes Hochwasser am 8. Juli 1954, das im Raum von Bergheim sämtliche Brücken und große Landwirtschaftsflächen zerstörte, wurden in der Folge umfassende Pläne einer Regulierung gefasst. Die Arbeiten wurden schließlich 1974 abgeschlossen. Zuletzt machten die Hochwasser vom 1. Dezember 1988, 2. August 1991 und 12. August 2002 sowie vom 13. Juli 2005 weitere Sanierungsmaßnahmen notwendig.

## Trivia
Nach der Fischach sind ein Perchtenverein und ein Hallwanger Heimatverein benannt.